# 鈴木繁宗
鈴木 繁宗（すずき しげむね）は、戦国時代初期の武将。通称は兵庫助、薩摩守。明応地震津波時における伊豆江梨（現・沼津市西浦江梨）の領主。

## 略歴
明応2年（1493年）に伊豆国内の混乱に乗じて伊勢盛時（北条早雲）が伊豆に討ち入りした際、江梨の鈴木兵庫助（繁宗）は堀越公方から離反していち早く馳せ参じた（『北条五代記』）。また、江梨鈴木家文書中の大道寺盛昌書状に「御入国前後の忠節」や「数ケ度之忠節御感状数通拝領」により「其郷（江梨）不入子細者、早雲寺殿様駿州石脇御座候時より申合」とあり、早雲による伊豆討入り前後の鈴木氏の忠節により江梨が不入の特権を得ている。
明応7年（1498年）に発生した明応地震の際に江梨村にも大津波が押し寄せたとされ、『開基鈴木氏歴世法名録』には以下のように記されている。
また、明暦３年（1657年）再編の『航浦院縁起』にも以下のように記されている。
以上のように、この大津波により多くの庶人が海底に沈み、江梨鈴木氏の系図と財宝が家屋とともに流出したと記録されている。また、この津波で鈴木繁宗の娘が両眼を患ったため、航浦院の薬師如来に回復を祈ったところ完全に治癒したとされる。